# Ballıbaba, Aslanapa
Ballıbaba là một xã thuộc huyện Aslanapa, tỉnh Kütahya, Thổ Nhĩ Kỳ. Dân số thời điểm năm 2008 là 31 người.